# Rozwój (Browning)
Rozwój (ang. Development) – wiersz Roberta Browninga pochodzący z jego ostatniego tomiku Asolando. Fantazje i fakty z 1889 roku. Recenzję tego tomu opublikował Leon Winiarski.

## Charakterystyka ogólna
Omawiany utwór jest dosyć długi i liczy sto piętnaście wersów. Stanowi on monolog poety, cofającego się myślą do lat szczęśliwego dzieciństwa. W tym wypadku, odmiennie niż zazwyczaj, gdy kazał przemawiać różnym historycznym lub fikcyjnym postaciom, poeta przemawia własnym głosem.

## Forma
Utwór Development podobnie jak wiele innych wierszy Browninga, w tym poemat Pierścień i księga jest napisany nierymowanym pentametrem jambicznym (blank verse), formą wiersza niezwykle popularną w literaturze angielskiej, zwłaszcza w szesnastym, siedemnastym i dziewiętnastym wieku.
My father was a scholar and knew Greek.
When I was five years old, I asked him once
“What do you read about?” “The siege of Troy.”
“What is a siege, and what is Troy?” Whereat
He piled up chairs and tables for a town,
Set me a-top for Priam, called our cat
—Helen, enticed away from home (he said)
By wicked Paris, who couched somewhere close
Under the footstool, being cowardly,
But whom—since she was worth the pains, poor puss—
Towzer and Tray,—our dogs, the Atreidai,—sought
By taking Troy to get possession of
—Always when great Achilles ceased to sulk,
(My pony in the stable)—forth would prance
And put to flight Hector—our page-boy’s self.
(fragment)

## Treść
Utwór ma charakter autobiograficzny. Poeta wspomina, jak się zaczęła jego fascynacja literaturą, zwłaszcza poezją antyczną. Kiedy przyszły autor Pierścienia i księgi miał pięć lat, przyszedł  do swojego ojca, siedzącego z książką, i zapytał o czym czyta. W odpowiedzi usłyszał, że o oblężeniu Troi. Zadał wtedy kolejne, podwójne pytanie: Co to jest oblężenie i co to jest Troja. Ponieważ pięciolatkowi trudno jest wyjaśnić tego typu rzecz w sposób naukowy, pan Browning ze stołu i krzeseł, które były pod ręką, zbudował położoną na wysokim wzgórzu trojańską warownię, by poglądowo przedstawić swojemu zaciekawionemu synowi, na czym polega blokada umocnionego miasta. Następnie Browning senior posadził małego Roberta, odgrywającego rolę króla Priama, na szczycie stosu mebli razem z kotem, symbolizującym Helenę, porwaną z domu przez Parysa. Tegoż Parysa nie było widać, ponieważ tchórzliwie schował się pod taboret. Natomiast dwa psy państwa Browningów, Towzer i Tray, wystąpiły w roli Atrydów, greckich królów Agamemnona i Menelaosa, żądnych zemsty za wyrządzoną im przez trojańskiego księcia zniewagę. Kucyk w stajni przedstawiał obrażonego Achillesa, uchylającego się od udziału w walce przeciwko Trojanom, a posłaniec stanowił obraz Hektora, którego  Achilles zmusił do ucieczki. Mały kandydat na poetę w ogólnych zarysach zrozumiał, o co chodziło w trojańskiej awanturze
Gdy pewien czas później (dwa lub trzy lata) pan Browning zobaczył swojego potomka w czasie zabawy w – jakżeby inaczej – oblężenie Troi, podsunął mu do czytania przekład Iliady pióra Alexandra Pope’a, by syn poznał historię wojny trojańskiej z dzieła samego Homera, choć na razie w angielskiej szacie językowej.
Po upływie kolejnych kilku lat Browning senior zapytał, syna, czy czuje się już gotowy przeczytać dzieło Homera w oryginale. Polecił mu wziąć tekst starożytnego poety, słownik grecko-angielski i przykazał surowo sprawdzać wszystkie nieznane słówka. Dwunastoletni Browning szczęśliwie przebrnął przez wszystkie dwadzieścia cztery księgi eposu i mógł o sobie z dumą powiedzieć, że dzieje wojny trojańskiej zna z pierwszej ręki.
Dydaktyczne metody pana Browninga najwidoczniej odniosły skutek, bo jego syn został wielkim poetą angielskim, mimo że nie ukończył studiów uniwersyteckich.
W dalszej części wiersza Browning mówi o tym, jaki zamęt uczyniły mu w głowie formułowane przez uczonych filologów teorie, mówiące, że Homer nigdy nie istniał.
Wiersz Browninga jest z jednej strony podróżą sentymentalną do świata utraconego dzieciństwa, z drugiej strony refleksją na temat doniosłej roli fikcji w życiu człowieka.

## Przekłady
Wiersz Browninga tłumaczyli na język polski Juliusz Żuławski i Wiktor Jarosław Darasz (pod tytułem Dojrzewanie).